# Arianne Jones
Arianne Jones (Calgary, 21 settembre 1990) è una slittinista canadese.

## Biografia
Ha iniziato a gareggiare per la nazionale canadese nelle varie categorie giovanili nella specialità del singolo, senza però ottenere risultati di particolare rilievo.
A livello assoluto ha esordito in Coppa del Mondo nella stagione 2010/11, ha conquistato il primo podio il 12 dicembre 2014 a Calgary nel singolo (3ª) e la sua prima vittoria il 21 febbraio 2016 a Winterberg nella gara a squadre. In classifica generale come miglior risultato si è piazzata al decimo posto nel singolo nel 2014/15.
Ha preso parte a un'edizione dei Giochi olimpici invernali, a Soči 2014, occasione in cui è giunta tredicesima nel singolo.
Ha preso parte altresì a cinque edizioni dei campionati mondiali, conseguendo il suo più importante piazzamento a Whistler 2013 dove ha concluso la prova del singolo in ottava posizione, risultato che le ha valso la medaglia di bronzo nella speciale classifica riservata agli under 23; nel singolo sprint invece detiene quale miglior risultato il quattordicesimo posto ottenuto a Schönau am Königssee 2016.

## Palmarès

### Mondiali under 23
- 1 medaglia:
  - 1 bronzo (singolo a Whistler 2013).

### Coppa del Mondo
- Miglior piazzamento in classifica generale nel singolo: 10ª nel 2014/15.
- 2 podi (1 nel singolo e 1 nelle gare a squadre):
  - 1 vittoria (nelle gare a squadre);
  - 1 terzo posto (nel singolo).

#### Coppa del Mondo - vittorie
| Data             | Luogo      | Paese  | Disciplina                                                      |
| ---------------- | ---------- | ------ | --------------------------------------------------------------- |
| 21 febbraio 2016 | Winterberg | Canada | Gara a squadre con Mitchel Malyk, Tristan Walker e Justin Snith |